# Quadraceps nycthemerus
Quadraceps nycthemerus är en insektsart som först beskrevs av Hermann Burmeister 1838.  Quadraceps nycthemerus ingår i släktet Quadraceps, och familjen fjäderlöss. Arten är reproducerande i Sverige.